# Золотий м'яч 1960
«Золотий м'яч 1960»

13 грудня 1960
Найкращий футболіст Європи: 
 Луїс Суарес
 (вперше)

← 1959 * Золотий м'яч * 1961 →
Золотий м'яч 1960 року — 5-те щорічне вручення нагороди найкращому футболісту Європи від журналу «Франс Футбол».

## Процедура голосування
Участь у голосуванні за визначення найкращого футболіста в Європі взяли представники 19 футбольних асоціацій УЄФА, зокрема: Австрії, Англії, Бельгії, Болгарії, Греції, Іспанії, Італії, Нідерландів, Польщі, Португалії, СРСР, Туреччини, Угорщини, Франції, ФРН, Чехословаччини, Швейцарії, Швеції та Югославії.
Кожен із членів журі обирав п'ятьох футболістів, які, на його думку, є найкращими гравцями Європи. За перше місце нараховували 5 очок, за друге — чотири, за третє — три, за четверте — два, за п'яте — одне очко. Максимально переможець міг отримати 95 очок.
Результати голосування були опубліковані 13 грудня 1960 року в журналі France Football (№ 770).

## Підсумки голосування
Володарем нагороди став 25-річний іспанський півзахисник «Барселони» Луїс Суарес.
Представники країн Соціалістичного табору (СРСР, Угорщина, Польща, Болгарія, Чехословаччина) не дали жодного очка фавориту опитування Ференцу Пушкашу.
| Місце | Гравець             | Клуб                   | Країна    | Очки | %      | Місця | Місця | Місця | Місця | Місця | К-ть голосів |
| Місце | Гравець             | Клуб                   | Країна    | Очки | %      | 1-ше  | 2-ге  | 3-тє  | 4-те  | 5-те  | К-ть голосів |
| ----- | ------------------- | ---------------------- | --------- | ---- | ------ | ----- | ----- | ----- | ----- | ----- | ------------ |
| 1     | Луїс Суарес         | Барселона              | Іспанія   | 54   | 56,8 % | 4     | 5     | 3     | 1     | 3     | 16           |
| 2     | Ференц Пушкаш       | Реал Мадрид            | Угорщина  | 37   | 38,9 % | 5     |       | 1     | 4     | 1     | 11           |
| 3     | Уве Зеелер          | Гамбург                | Німеччина | 33   | 34,7 % | 2     | 2     | 3     | 3     |       | 10           |
|       |                     |                        |           |      |        |       |       |       |       |       |              |
| 4     | Альфредо Ді Стефано | Реал Мадрид            | Іспанія   | 32   | 33,7 % | 3     | 2     | 1     | 3     |       | 9            |
| 5     | Лев Яшин            | Динамо (Москва)        | СРСР      | 28   | 29,5 % | 3     | 3     |       |       | 1     | 7            |
| 6     | Раймон Копа         | Реймс                  | Франція   | 14   | 14,7 % | 1     |       | 3     |       |       | 4            |
| 7     | Джон Чарлз          | Ювентус                | Уельс     | 11   | 11,6 % |       | 2     |       |       | 3     | 5            |
| 7     | Боббі Чарлтон       | Манчестер Юнайтед      | Англія    | 11   | 11,6 % |       | 1     | 1     |       | 4     | 6            |
| 9     | Омар Сіворі         | Ювентус                | Італія    | 9    | 9,5 %  |       | 1     | 1     | 1     |       | 3            |
| 9     | Горст Шиманяк       | Карлсруе               | Німеччина | 9    | 9,5 %  |       | 1     | 1     | 1     |       | 3            |
|       |                     |                        |           |      |        |       |       |       |       |       |              |
| 11    | Франсіско Хенто     | Реал Мадрид            | Іспанія   | 8    | 8,4 %  | 1     |       | 1     |       |       | 2            |
| 12    | Борівоє Костич      | Црвена Звезда          | Югославія | 7    | 7,4 %  |       | 1     |       | 1     | 1     | 3            |
| 13    | Йозеф Уйлакі        | Расінг (Париж)         | Франція   | 5    | 5,3 %  |       |       | 1     | 1     |       | 2            |
| 14    | Курт Хамрін         | Фіорентіна             | Швеція    | 4    | 4,2 %  |       | 1     |       |       |       | 1            |
| 14    | Боббі Сміт          | Тоттенгем Готспур      | Англія    | 4    | 4,2 %  |       |       | 1     |       | 1     | 2            |
| 16    | Луїс дель Соль      | Реал Бетіс Реал Мадрид | Іспанія   | 3    | 3,2 %  |       |       | 1     |       |       | 1            |
| 16    | Джиммі Грівз        | Челсі                  | Англія    | 3    | 3,2 %  |       |       | 1     |       |       | 1            |
| 16    | Іван Колев          | ЦСКА (Софія)           | Болгарія  | 3    | 3,2 %  |       |       |       | 1     | 1     | 2            |
| 19    | Янош Гереч          | Уйпешт                 | Угорщина  | 2    | 2,1 %  |       |       |       | 1     |       | 1            |
| 19    | Карой Шандор        | МТК (Будапешт)         | Угорщина  | 2    | 2,1 %  |       |       |       | 1     |       | 1            |
| 19    | Драгослав Шекуларац | Црвена Звезда          | Югославія | 2    | 2,1 %  |       |       |       | 1     |       | 1            |
| 19    | Агне Сімонссон      | Ергрюте Реал Мадрид    | Швеція    | 2    | 2,1 %  |       |       |       |       | 2     | 2            |
| 23    | Антоніо Анджелілло  | Інтернаціонале         | Італія    | 1    | 1,1 %  |       |       |       |       | 1     | 1            |
| 23    | Герхард Ганаппі     | Рапід (Відень)         | Австрія   | 1    | 1,1 %  |       |       |       |       | 1     | 1            |
| 23    | Еріх Гоф            | Вінер Шпорт-Клуб       | Австрія   | 1    | 1,1 %  |       |       |       |       | 1     | 1            |
| 23    | Благоє Видинич      | Раднічкі Белград       | Югославія | 1    | 1,1 %  |       |       |       |       | 1     | 1            |

## Цікаві факти
- Розподіл по амплуа серед 26 футболістів згаданих в анкетах наступний: 2 воротарі, 2 захисники, 2 півзахисників та 20 нападників.[2]
- З 26 гравців згаданих в анкетах 4 представляли Іспанію, по 3 — Угорщину, Англію, Югославію, по 2 — ФРН, Швецію, Францію, Італію, Австрію та по одному — СРСР, Уельс та Болгарію.
- Лише Раймон Копа та Лев Яшин згадувалися в анкетах у всіх п'яти опитуваннях, при чому Копа нижче шостого місця не опускався.
- Вперше в трійці найкращих не виявилося призерів попередніх опитувань.
- Мадридський «Реал» встановив рекорд за кількістю гравців згаданих в анкетах — 5 гравців (Ференц Пушкаш, Альфредо Ді Стефано, Франсіско Хенто, Луїс дель Соль, Агне Сімонссон). До цього від одного клубу було не більше трьох гравців.
- Представник іспанської першості вчетверте поспіль став переможцем опитування.